# Бобруйское сражение (1941)
Бобруйское сражение — боевые действия на южном фланге советского Западного фронта в июле 1941 года. Является частью Смоленского сражения.

## Предшествующие события
Бобруйск - наряду с Борисовом - важнейший пункт на Березине, где реку пересекает ж/д мост. Предполагалось, что все переправы через Березину должны были стать ареной жестоких боев. Историк Дэвид Гланц пишет:  
Поскольку для форсирования реки южнее Борисова требовались переправы до 0,5 км длиной, стальные ж/д мосты в Борисове и Бобруйске имели для наступления Гудериана исключительное значение. 
Но после окружения основных сил советского ЗФ в Белостокском и Минском котлах защищать переправы на Березине стало некому. Так, 6-й мехкорпус, предназначенный Дмитрием Павловым для защиты бобруйского направления, 27 июня бился в котле под Белостоком.

Сам Бобруйск, расположенный на западном берегу, даже не пытались удерживать. Его взяла в 22.00 27 июня боевая группа Аудоша из состава 3-й тд Моделя. Однако форсировать Березину с ходу передовому отряду немецкого 24-го мотокорпуса не удалось. Защитники взорвали здесь все мосты - в отличие от Борисова. Историк Алексей Исаев пишет:  
Своеобразным приветствием в адрес немецких танкистов стало несколько оглушительных взрывов, прорезавших наступающую темноту июньской ночи. Все три моста через Березину были взорваны при появлении вражеских танков. 
В отсутствии советского 6-го мехкорпуса защищать плацдармы на восточном берегу пришлось скромными силами. Это был штаб 47-го ск генерала Степана Поветкина и сводный отряд из разномастных частей. В отряд вошли: саперный батальон (365 человек), батальон связи (345 человек без командиров), сводный полк 121-й сд (около 1000 человек без командиров), дорожный полк (400 человек), Бобруйское автотракторное училище (500 человек). "Боевая ценность саперов, связистов и дорожников, не имевших пехотной подготовки, была условной", пишет Исаев.

28 июня прошел для отряда Поветкина спокойно. Днем 29 июня у Шатково, к северу от Бобруйска, переправились немецкие танки (возможно,«ныряющие»). О дальнейшем Поветкин пишет: 
«В 14.30 29 июня противник огнем орудий до 2–3 батарей (105-м и 150-мм), трех батарей тяжелых минометов во взаимодействии с истребительной и бомбардировочной авиацией в течение 3–4 часов подавлял систему нашей обороны и особенно передний край, проходивший по берегу р. Березина восточнее Бобруйска. Несмотря на мои запросы о вылете нашей авиации, действий таковой не было. Под воздействием огня противника, действий авиации и танков, просочившихся на наших флангах, оборона до 18.00 упорно удерживала восточный берег р. Березина. И лишь с 18.00 273-й батальон связи и 246-й саперный батальон, оборонявшие правый фланг, ввиду отсутствия командного состава, начали отход группами по лесам на Могилев». 
В контратаку на немецкий плацдарм пришлось ходить штабу 47-го ск во главе с генералом Поветкиным. Как было записано в журнале боевых действий немецкой 3-й тд: 
«Русские местами большими толпами атаковали наше правое крыло, с криками «ура» вклинились в оборону наших передовых частей, но были отбиты и под прикрытием внезапного тумана отступили и спрятались в ямах, из которых вели разрозненный, но точный ружейный и пулеметный огонь по приближающейся нашей пехоте. В связи с этим возникли потери убитыми и ранеными». 
В этих атаках 29 июня генерала Степана Поветкина тяжело ранили. Его эвакуировали в Москву и одного из первых за ВОВ наградили орденом Ленина.
Окончательно оборону советского отряда немцы прорвали 30 июня. К 4.00 утра они построили сборный мост через Березину, переправили на плацдарм тяжелую технику и перешли в наступление. Сдержать такой удар разнородный отряд уже не мог. Попытка контратаки роты танков БТ успеха не принесла, 5 машин были подбиты. Под прикрытием двух оставшихся танков отряд 47-го ск начал отход на восток.

## Планы сторон
Прорвав слабую советскую оборону у Бобруйска на Березине, Гудериан не стал задерживаться - он устремился к Могилеву, к Днепру и начал борьбу за плацдармы для последующего наступления на Смоленск и Москву.

Еще 29 июня начштаба Гальдер записал: 
Гудериан наступает на Бобруйск 3-й тд и 4-й тд не для того, чтобы наблюдать за районом Бобруйска, а чтобы форсировать Днепр. Надеюсь, он еще сегодня овладеет переправами через Днепр у Рогачева и откроет дорогу на Смоленск и Москву. Только так нам удастся обойти укрепленное русскими дефиле между Днепром и З.Двиной и отрезать войскам противника пути отхода. 
Но дойти до Днепра быстро не получилось, хотя до Рогачева оставалось всего 56 км. Танки Гудериана сталкивались с размытыми ливнями дорогами, с заболоченными участками, с взорванными мостами. Они отбивали яростные атаки остатков 4 А Сандалова, строили через многочисленные реки мосты, которые постоянно пытались разрушить советские самолеты.
Тем временем Тимошенко укреплял рубеж Днепра. И призывал постоянно атаковать противника. Бобруйск звучал в этих приказах - он располагался на старом Варшавском шоссе, то есть на пути Брест-Москва, поэтому советское командование уделяло ему большое внимание. На бобруйском направлении (южный фланг ЗФ) сосредоточили 21А Герасименко - в составе трех ск и мехкорпуса. Она защищала линию Днепра от Нового Быхова на юг мимо Рогачева, Жлобина до Гомеля. Против нее действовал 24-й мк Швеппенбурга.
4 июля вышла директива №16 Военного совета ЗФ: «21 А прочно оборонять рубеж Днепра. В ночь на 5 июля действиями отрядов на Бобруйск уничтожать группы танков и мотопехоту противника восточнее Бобруйска, подорвать все мосты и зажечь леса в районе действий танков противника».
Локальные атаки частей 21А убедили Гудериана, что его войска оказались перед главным контрударом русских. Так, 6 июля 117-я сд 63-го ск Петровского ударила через Днепр. Вечерняя атака застала врасплох 10-ю мотодивизию 24-го мк. Немцы отступили к дороге Бобруйск-Рогачев. Пока 3-я тд Моделя выправляла ситуацию, она потеряла 22 танка - половину боевых единиц батальона.
Тогда Гудериан отправился севернее - к Быхову, на стык советских 13 А и 21А. Днепр здесь был неширок - 55-100м.
Наконец, 10 июля немцы массово прорвались через Днепр (24-й мк первым из немецких частей форсировал реку у Быхова), с этого дня отсчитывает начало масштабное двухмесячное Смоленское сражение.

## Действия сторон
10-11 июля немецкий 24-й мк захватил плацдарм у Быхова. Отразив контратаки советских войск, 13 июля он начал наступление на Кричев, Рославль. Во втором эшелоне 24-го мк Швеппенбурга встала 1-я кавдивизия Фельдта.
Пользуясь затишьем на бобруйском направлении, Тимошенко решает здесь ударить, пытаясь ослабить, оттянуть наступающего Гудериана.
13 июля начался советский контрудар на Бобруйск - во фланг немцам, чтобы выйти к их тылам и сорвать немецкое наступление на Могилев. Тимошенко приказывал: 
«21 А наступать силами 63 ск (61, 167 и 154 сд) с 42 и 503 ап, 696 гап, 13 сад - от Рогачев-Жлобин на Бобруйск. А 232-я сд 66-го ск - на Шацилки-Паричи. Задача - овладеть гор. Бобруйск и районом Паричи. Одновременно наступлением 102 и 187 сд от Таймоново-Шапчицы на Быхов уничтожить группу противника, действующую в Быховском направлении». 

#### Наступление на Бобруйск 13-20 июля
Основную ударную силу 21-й А составили 3 дивизии 63-го ск комкора Петровского. Они начали наступление в 18.00 13 июля и медленно продвигались на запад. Глубокой ночью 13 июля через Днепр тихо переправились группы разведчиков Петровского. В то же время первые полки скрытно располагались на восточном берегу, готовя подручные средства переправы: рыбацкие лодки, сплавной лес и плоты. Штатных лодок у 21-й А тогда не было. Историк Алексей Исаев пишет:  
У Жлобина для переправы через Днепр удалось восстановить взорванный ранее пролет железнодорожного моста. «Черный корпус», как позднее немцы назвали корпус Петровского, снялся с позиций на широком фронте и собрался компактной группой, нацеленной на Жлобин. Он словно сжался в кулак и пошел вперед. Уже 14 июля Жлобин был взят. 
Вспомогательный удар нанес 66-й ск, который форсировал Днепр у Стрешина, продвинулся по болоту на 80 км и занял Паричи, взяв под контроль переправу через Березину.
Позже 67-й ск атаковал немецкий плацдарм у Быхова.
К вечеру 14 июля 63-й ск продвинулся далеко вперед и вышел в район в 25–40 км южнее и юго-западнее Бобруйска, угрожая немецким коммуникациям на Могилевском направлении.
На немцев наступление 21 А произвело неизгладимое впечатление. Командующий 2-й ТГ Гудериан назвал его «наступлением Тимошенко» и насчитал, что его атаковали 20 советских дивизий. Командующий ГА «Центр» фон Бок 15 июля записал: «Русские начинают наглеть на южном крыле 2-й армии. Они атакуют около Рогачева и Жлобина».
Немцы стали срочно перебрасывать пехоту в этот район. Против 63-го ск двинули две дивизии 53-го армейского корпуса, а против 66-го ск - части 43-го армейского корпуса. Руководить войсками на южном фланге ГА «Центр» стал генерал-полковник Вейхс из 2-й полевой армии.
17 июля в итоговом донесении ГА «Центр» о контрударе 21-й А сказано: «53-й АК был атакован превосходящими силами противника и вынужден перейти к обороне». А также: «На участке 43-го АК противник крупными силами атаковал 134-ю пд вдоль дороги Паричи-Бобруйск».
Но и немцы атаковали. Уже 17 июля последовали первые сильные контратаки немецкой пехоты. И когда 18 июля советская 21-я А попыталась продолжить движение на Бобруйск, под ударами противника ей пришлось перейти к обороне.
Немецкий 43-й армейский корпус выбил советские войска из Паричей и вскоре очистил весь Паричский район. У Старого Быхова против 67-го ск выдвинулся немецкий 12-й АК.
17 июля советское наступление захлебнулось. К 20 июля 21-я А продолжала вести упорные бои с подходившими частями двух армейских корпусов противника. Все усилия были направлены на удержание занятых рубежей. В последующие дни под угрозой окружения поредевшие части 63-го ск и действовавших совместно с ним дивизий отошли к Днепру.
Тем временем немецкий 24-й мотокорпус уже прорвался  к Кричеву. Тушить пожар сюда направили советский 25-й мехкорпус, подготовленный для развития наступления на Бобруйск.
Потери 21-й А с 11 по 20 июля составили 5801 человек: 989 убитыми и 2280 пропавшими без вести. Алексей Исаев называет потери корпуса Петровского в успешных наступательных боях умеренными.

#### Наступление на Быхов и Бобруйск 22-29 июля
22 июля перед 21-й А вновь поставили задачу разгромить бобруйско-быховскую группировку противника. Цель удара - деблокада осажденного Могилева.
На этот раз основной удар наносил 67-й ск генерал-майора Кузьмы Галицкого на Старый Быхов.
Из Полесья 22 июля по тылам противника направилась кавалерийская группа под командованием полковника А. И. Бацкалевича (3 кавдивизии). Руководил операцией генерал-инспектор кавалерии РККА генерал-полковник О. И. Городовиков. Кавалерийская группа продвинулась до Осиповичей и взяла под контроль шоссе Слуцк-Бобруйск.
25 июля начал новое наступление на Бобруйск 63-й ск комкора Петровского.
Активные действия на южном фланге Западного фронта стали составной частью общего наступления советских войск на Смоленской дуге.
Правый сосед 21-й армии - 13-я армия вела тяжелые бои за Пропойск и Кричев. Чуть раньше, 23 июля, начала наступать опергруппа Качалова от Рославля на Смоленск.
Однако немцы быстро сковали наступающие советские войска. К тому же 26 июля остатки советских войск, осажденные в Могилеве, начали прорыв из города, что делало наступление 67-го ск бессмысленным.
30 июля после упорных боев советская 21-я армия получила приказ перейти к обороне. Находившаяся в тылу у немцев кавалерийская группа Бацкалевича была сначала расчленена, а затем блокирована. Но основная ее часть сумела выйти из окружения.

## Последствия
Советским войскам не удалось занять Бобруйск и очистить от немецких войск плацдарм в районе Старого Быхова.
Однако активные действия на южном фланге заставили немецкое командование сконцентрировать у Бобруйска и Быхова значительные силы, отвлечь войска от занятия Могилева и наступления на Рославль.
В результате активных атак советских войск у Бобруйска, Быхова, Кричева и Пропойска южный фланг ГА «Центр» развернулся на юг.

## В кинематографе
Бобруйское сражение под командованием генерал-лейтенанта Л. Г. Петровского показано в советской киноэпопеи «Битва за Москву» (1985), эти же кадры вошли в телесериал «Трагедия века» (1993-94).